# مسجد برلين
مسجد برلين يقع في عاصمة ألمانيا برلين، بني بين 1923 و 1925.

## وصلات خارجية
- الموقع الإلكتروني